# 高木智視
高木 智視（たかぎ ともみ、1967年3月18日 - )は、日本の小説家。香川県さぬき市出身。香川県立三本松高等学校卒業。慶應義塾大学文学部仏文科卒業。
2005年に「KASAGAMI」で第12回三田文学新人賞受賞。作家デビュー。2007年に和歌山県にて、大桑文化奨励賞を受賞。
2009年、作品集「かさがみ」を出版。